# National Hockey League 1946/1947
National Hockey League 1946/1947 var den 30:e säsongen av NHL. 6 lag spelade 60 matcher i grundserien innan Stanley Cup inleddes den 25 mars 1947. Stanley Cup vanns av Toronto Maple Leafs som tog sin 6:e titel, efter finalseger mot Montreal Canadiens med 4-2
i matcher.
Legenden Gordie Howe gjorde denna säsong debut i NHL som 18-åring för Detroit Red Wings i tröjan nummer 17.
Chicago-spelaren Max Bentley blev den första att vinna NHL:s poängligan två år i rad.

## Grundserien
| Nr | Lag                 | S  | V  | O  | F  | GM  | IM  | MS  | P  |
| -- | ------------------- | -- | -- | -- | -- | --- | --- | --- | -- |
| 1  | Montreal Canadiens  | 60 | 34 | 10 | 16 | 189 | 138 | +51 | 78 |
| 2  | Toronto Maple Leafs | 60 | 31 | 10 | 19 | 209 | 172 | +37 | 72 |
| 3  | Boston Bruins       | 60 | 26 | 11 | 23 | 190 | 175 | +15 | 63 |
| 4  | Detroit Red Wings   | 60 | 22 | 11 | 27 | 190 | 193 | −3  | 55 |
| 5  | New York Rangers    | 60 | 22 | 6  | 32 | 167 | 186 | −19 | 50 |
| 6  | Chicago Black Hawks | 60 | 19 | 4  | 37 | 193 | 274 | −81 | 42 |

## Poängligan 1946/1947
Not: SM = Spelade matcher, M = Mål, A = Assists, Pts = Poäng
| Spelare         | Lag                 | SM | M  | A  | Pts |
| --------------- | ------------------- | -- | -- | -- | --- |
| Max Bentley     | Chicago Black Hawks | 60 | 29 | 43 | 72  |
| Maurice Richard | Montreal Canadiens  | 60 | 45 | 26 | 71  |
| Billy Taylor    | Detroit Red Wings   | 60 | 17 | 46 | 63  |
| Milt Schmidt    | Boston Bruins       | 59 | 27 | 35 | 62  |
| Ted Kennedy     | Toronto Maple Leafs | 60 | 28 | 32 | 60  |

## Slutspelet 1947
4 lag gjorde upp om Stanley Cup-pokalen, matchserierna avgjordes i bäst av sju matcher.
Semifinaler
Montreal Canadiens vs. Boston Bruins
| Datum   | Hemma              | Mål | Borta              | Mål | Not      |
| ------- | ------------------ | --- | ------------------ | --- | -------- |
| 25 mars | Montreal Canadiens | 3   | Boston Bruins      | 1   |          |
| 27 mars | Montreal Canadiens | 2   | Boston Bruins      | 1   | SD 5.38  |
| 29 mars | Boston Bruins      | 4   | Montreal Canadiens | 2   |          |
| 1 april | Boston Bruins      | 1   | Montreal Canadiens | 4   |          |
| 3 april | Montreal Canadiens | 4   | Boston Bruins      | 3   | SD 36.40 |

Montreal Canadiens vann semifinalserien med 4-1 i matcher
Toronto Maple Leafs vs. Detroit Red Wings
| Datum   | Hemma               | Mål | Borta               | Mål | Not     |
| ------- | ------------------- | --- | ------------------- | --- | ------- |
| 26 mars | Toronto Maple Leafs | 3   | Detroit Red Wings   | 2   | SD 3.05 |
| 29 mars | Toronto Maple Leafs | 1   | Detroit Red Wings   | 9   |         |
| 1 april | Detroit Red Wings   | 1   | Toronto Maple Leafs | 4   |         |
| 3 april | Detroit Red Wings   | 1   | Toronto Maple Leafs | 4   |         |
| 5 april | Toronto Maple Leafs | 6   | Detroit Red Wings   | 1   |         |

Toronto Maple Leafs vann semifinalserien med 4-1 i matcher

## Stanley Cup-final
Montreal Canadiens vs. Toronto Maple Leafs
| Datum    | Hemma               | Mål | Borta               | Mål | Spelplats                   | Not      |
| -------- | ------------------- | --- | ------------------- | --- | --------------------------- | -------- |
| 8 april  | Montreal Canadiens  | 6   | Toronto Maple Leafs | 0   | Montreal Forum, Montreal    |          |
| 10 april | Montreal Canadiens  | 0   | Toronto Maple Leafs | 4   | Montreal Forum, Montreal    |          |
| 12 april | Toronto Maple Leafs | 4   | Montreal Canadiens  | 2   | Maple Leaf Gardens, Toronto |          |
| 15 april | Toronto Maple Leafs | 2   | Montreal Canadiens  | 1   | Maple Leaf Gardens, Toronto | SD 16.36 |
| 17 april | Montreal Canadiens  | 3   | Toronto Maple Leafs | 1   | Montreal Forum, Montreal    |          |
| 19 april | Toronto Maple Leafs | 2   | Montreal Canadiens  | 1   | Maple Leaf Gardens, Toronto |          |

Toronto Maple Leafs vann finalserien med 4-2 i matcher

## NHL awards
| 1946–47 NHL awards         | 1946–47 NHL awards                  |
| -------------------------- | ----------------------------------- |
| O'Brien Trophy:            | Montreal Canadiens                  |
| Prince of Wales Trophy:    | Montreal Canadiens                  |
| Calder Memorial Trophy:    | Howie Meeker, Toronto Maple Leafs   |
| Hart Memorial Trophy:      | Maurice Richard, Montreal Canadiens |
| Lady Byng Memorial Trophy: | Bobby Bauer, Boston Bruins          |
| Vezina Trophy:             | Bill Durnan, Montreal Canadiens     |

## All-Star
| Första                              | Position | Andra                               |
| ----------------------------------- | -------- | ----------------------------------- |
| Bill Durnan, Montreal Canadiens     | M        | Frank Brimsek, Boston Bruins        |
| Ken Reardon, Montreal Canadiens     | B        | Jack Stewart, Detroit Red Wings     |
| Butch Bouchard, Montreal Canadiens  | B        | Bill Quackenbush, Detroit Red Wings |
| Milt Schmidt, Boston Bruins         | C        | Max Bentley, Chicago Black Hawks    |
| Maurice Richard, Montreal Canadiens | HF       | Bobby Bauer, Boston Bruins          |
| Doug Bentley, Chicago Black Hawks   | VF       | Woody Dumart, Boston Bruins         |